# Medinilla venosa
Medinilla venosa is een plant uit de familie Melastomataceae. De soort kan als epifyt en als terrestrische plant voorkomen.
De plant komt van nature voor op de Filipijnen, Celebes en de Molukken. De soort is verwilderd op Maui (Hawaï). De Nationale Plantentuin van België heeft de plant in zijn collectie.

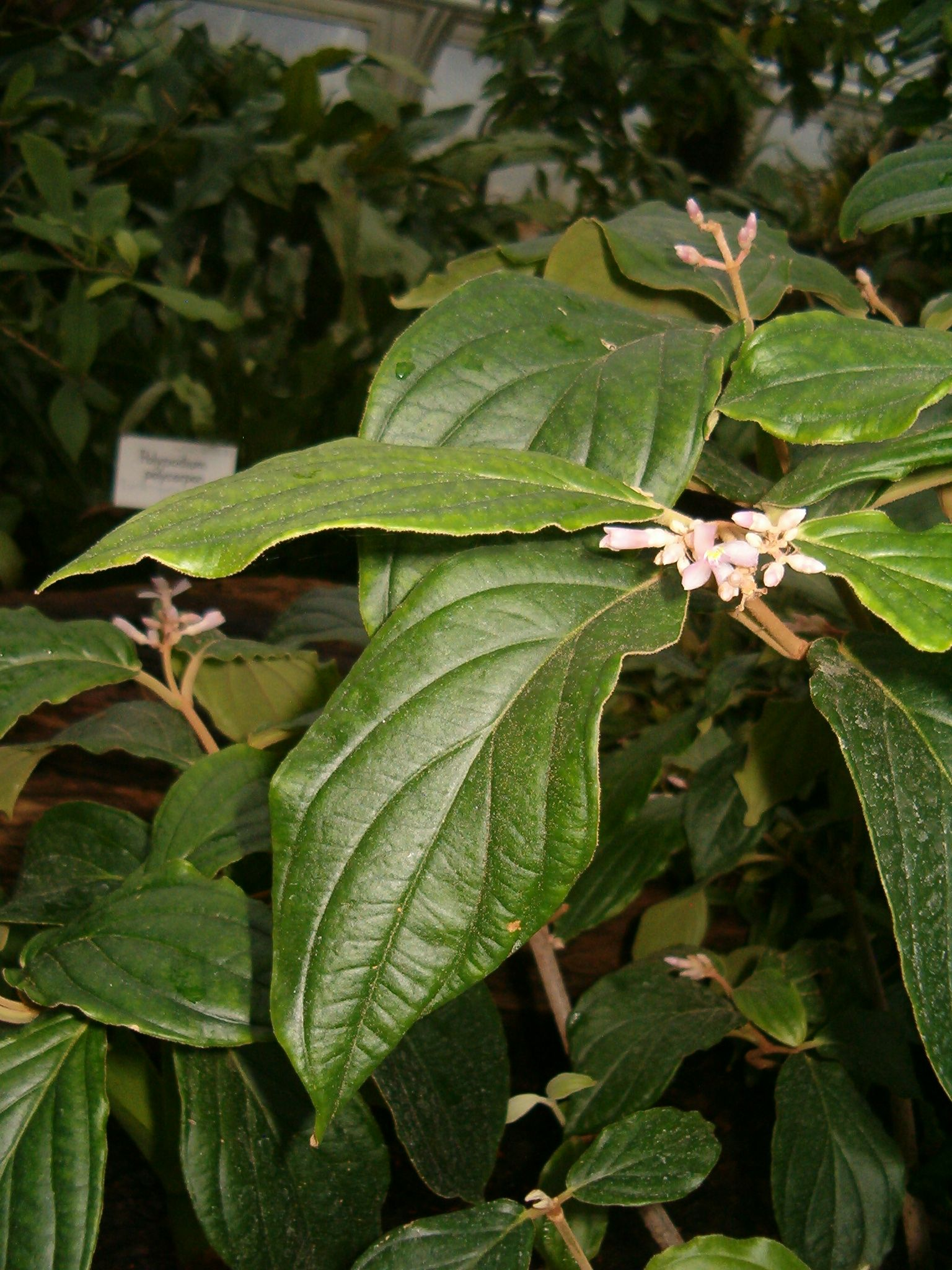
Plant in de Botanischer Garten Berlin